# Ponte romano (Costo)
Il ponte romano di Costo si trova nel comune di Arzignano, in provincia di Vicenza, in località Costo. E' un ponte romano impiegato probabilmente anche come struttura di regolamentazione delle acque. 

## Storia
Del Ponte di Costo rimangono solo due coppie di piloni in blocchi che probabilmente sorreggevano un ponte passerella e resti della spalla sinistra. Questo manufatto si trova a circa 1 km a Est di Costo, in aperta campagna, tra i due torrenti Agno ad Est e Poscola a Ovest, però non è stato possibile confermare quale dei due torrenti scorresse sotto il ponte. Venne trovato durante scavi per l'estrazione di ghiaia del 1966 e sin dall'inizio si pensava che fosse un'opera idraulica romana, ma dopo un'attenta indagine si stabilì che si trattava di un ponte romano che aveva anche la funzione di struttura di sbarramento o di irrigazione per la campagna circostante.

## Descrizione
È probabile che il ponte, di cui sopravvivono solo tracce della spalla sinistra e due pile, avesse una lunghezza complessiva di oltre 21 m e una larghezza di circa 4 m. La spalla in questione era costruita su una palificata di costipamento formata da pali di rovere e con i muri d'ala mostra una forma arcuata la cui corda è di 11,70 m. I muri d'ala erano formati da un nucleo in opera a sacco con ciottoli fluviali cementati da abbondante e dura calce, come attestato da un blocco distaccatosi e caduto tra la spalla e la prima pila.
La prima pila si trova a circa 8 m dalla spalla e a 4 m dal blocco e ora poggia su un basamento moderno, ma in passato poggiava su una palificata di costipamento. La pila era probabilmente costituita di uno zoccolo formato da un filare di 2 lastre rettangolari larghe 1,25 m e l’alzato era formato da due pilastri alti circa 3,80 m ed entrambi poggiavano su una sola lastra dello zoccolo. Il pilastro a monte era largo 0,93 m e lungo 1,54 m e presentava una pianta pentagonale, invece quello a valle aveva una pianta quadrata con lato di 90 cm. La pila era vuota nel mezzo e i due pilastri distavano tra di loro 1,31 m. Per quanto riguarda la seconda pila, era identica alla prima e distava da quest'ultima 7,73 m. Tutti i conci presentavano le medesime caratteristiche: erano quadrati, costituiti da pietra bianca di Chiampo, presentavano facce a vista ruvide ed erano posti in opera a secco con piani di giunto perfetti. Molti di questi conci avevano una concavità data dall’alloggiamento di grappe ed probabilmente erano stati saldati dallo zoccolo. Non è presente alcun resto della spalla sinistra, sono presenti però tre pali di rovere infissi nell'antico alveo del torrente, allineati obliquamente e distanti 2,05-2,40 m dallo zoccolo delle pile. Altri quattro pali sono stati ritrovati quasi allineati lungo una linea che segue i muri d'ala, avevano un diametro di 30 cm.
Il ponte presentava tutte le caratteristiche di un ponte con pile e spalle di pietra su cui dovevano poggiare le travature orizzontali del piano di calpestio di legno. Inoltre i due pilastri di ciascuna pila potevano essere considerati come la traduzione in pietra delle stilate o palafitte a sostegno di un ponte ligneo e i rispettivi varchi, lasciati liberi in ogni pila, venivano usati per permettere il flusso dell’acqua deviandola verso la campagna circostante.